# О̌
Cette page contient des caractères spéciaux ou non latins. S’ils s’affichent mal (▯, ?, etc.), consultez la page d’aide Unicode.
Ne doit pas être confondu avec la lettre latine O caron ‹ Ǒ ǒ ›.
О̌ (minuscule : о̌), appelé o caron, est une lettre additionnelle de l’alphabet cyrillique utilisée en doungane par certains auteurs ou dans la transcription du chinois. Elle est composée du o ‹ О › diacrité d’un caron.

## Utilisations
En doungane, certains auteurs utilisent les accents sur les voyelles pour indiquer les tons, dont l’o caron cyrillique ‹ о̌ ›,.
L’o caron cyrillique ‹ о̌ › est utilisé, dans la transcription du chinois dans le Большой китайско-русский словарь (Grand Dicitonnaire chinois-russe) ou par certains auteurs, pour transcrire l’o caron ‹ ǒ › latin du pinyin,.

## Représentation informatique
L’o caron peut être représenté avec les caractères Unicode suivants (cyrillique, diacritiques) :
| formes    | représentations | chaînes de caractères | points de code | descriptions                                    |
| --------- | --------------- | --------------------- | -------------- | ----------------------------------------------- |
| capitale  | О̌               | О◌̌                    | U+041E U+030C  | lettre majuscule cyrillique o diacritique caron |
| minuscule | о̌               | о◌̌                    | U+043E U+030C  | lettre minuscule cyrillique o diacritique caron |